# Alexis Nour
Alexis Nour (în rusă Алексе́й Ноур, n. Alexei Vasile Nour, n. 1877, Basarabia, Imperiul Rus – d. 1939, România) a fost un jurnalist, eseist, etnograf, translator și activist român, cunoscut pentru că a militat pentru unirea Basarabiei cu România și pentru critica sa față de Imperiul rus.
În timpul Primului Război Mondial, Nour s-a remarcat ca un critic al unei alianțe româno-ruse. Germanofil convins, acesta milita pentru o intervenție militară în Basarabia, cât și pentru o anexare a Transnistriei. Ulterior, s-a dovedit că el era de fapt un spion al serviciului secret imperial: Ohrana. 

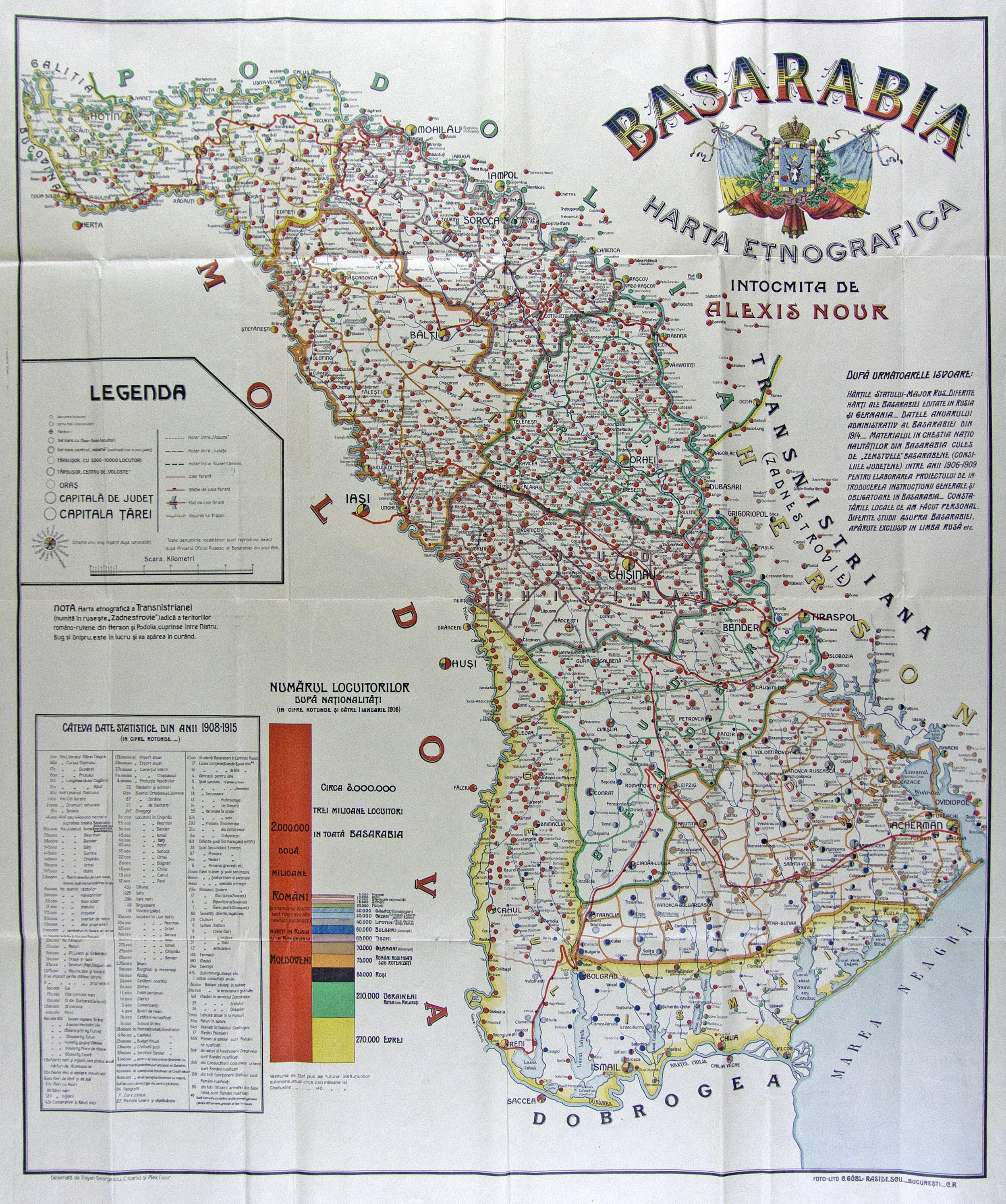
Harta etnografică a Basarabiei făcută de Alexis Nour

În perioada interbelică, acesta a continuat să activeze ca un socialist independent. El s-a asociat cu mișcarea poporanistă și a militat pentru drepturile omului, reforme agrare, feminism și emanciparea evreilor. Contribuțiile sale în domeniul Tracologiei au fost privite cu scepticism de către comunitatea academică. 